# 邱文勁
邱文勁（英語：Yau Man King，1988年11月14日—），綽號「椰子」，香港社運人士，前沙田區議員陳國強議員助理和辦事處社區主任，曾參與2016年香港立法會選舉和2019年香港區議會選舉，但均以極低票數大敗。2021年3月31日，因機場暴動案被判囚45個月。

## 生平
邱文勁中學就讀拔萃男書院，於2008年畢業，同年入讀香港浸會大學攻讀經濟學，大三時因關注反高鐵等社會事件而出現情緒問題，未能畢業，退學後任職保安員。2015年，邱文勁獲聘為沙田區議員陳國強的議員助理，後兼任辦事處社區主任。 

## 參與選舉

### 2016年立法會選舉
2016年，邱文勁與陳國強和北區水貨客關注組發言人梁金成一同出選立法會選舉新界東選區。排列名單首位的陳國強被指支持港獨而遭選舉管理委員會取消參選資格，而邱文勁和梁金成則獲確認提名有效。二人名單最終成為新界東22個名單的榜尾，僅獲得305票（僅佔所屬選區總票數的 0.05%），比最後當選的梁國雄名單少 35,290 票。。

### 2019年區議會選舉
2019年，邱文勁參與2019年香港區議會選舉，競逐馬鞍山市中心選區議席。邱拒絕和另外兩位民主派候選人（前學民思潮成員鍾禮謙和工黨吳惠靈）參與防止互相「鎅票」「攬炒」的民主派初選。鍾禮謙於民主派初選勝出後，吳惠靈已停止選舉宣傳避免因「鎅票攬炒」使建制派漁人得利，但邱文勁仍繼續選舉宣傳 。最後正式選舉時，邱文勁僅獲165票（僅佔所屬選區總票數的 2.11%），慘敗給獲4,700多票、同為獨立民主派候選人的鍾禮謙。

## 事件

### 「佔領禮賓府指南」事件
2014年雨傘革命期間，邱文勁參與了佔領活動，並曾於11月4至6日以網名「椰子是冤枉的」在高登討論區和Facebook發佈「佔領禮賓府」指南，被市民林鎮華以「擔心會破壞社會安寧」為由向警方舉報。警方隨後於11月7日以涉嫌「有犯罪或不誠實意圖而取用電腦」和「煽惑他人干犯暴力」將其拘捕。案件後於2016年7月7日審訊，因控方無法證明帳號「椰子是冤枉的」是屬於邱文勁本人而被裁定為證據不足，邱獲撤銷控罪。

### 被控暴動罪
2019年反修例運動爆發，邱文勁積極參與前線抗爭，並曾拍攝影片教導示威者如何蒙面。同年8月13日，邱文勁在香港國際機場參與「和你飛」集會，遭到警方拘逐，邱和港鐵維修員葉文亮以手推車堵路，並與警員發生衝突，期間曾試圖攻擊一名警員並搶走其手持的圓盾，該警員隨即拔槍制止。邱於8月29日在其旺角寓所被警方以「暴動罪」和「對他人身體加以嚴重傷害罪」拘捕，成為首位在機場集會中被控暴動罪的人。
2021年1月11日，機場暴動案在區域法院開審，邱文勁承認暴動罪。3月31日，法官郭啟安指由於在機場範圍內犯案比街頭嚴重，影響機場運作及外地旅客訪港意欲，因此重判邱和另一名被告葉文亮監禁45個月。邱曾於訪問中指自己很大機會會被判入獄，並希望能在獄中重新修讀學士課程。

### 獄中受襲
2021年8月7日，塘福懲教所發生襲擊事件，邱文勁被一名41歲男囚犯襲擊。事件中，邱面部受傷送院，施襲者則並無受傷。

## 外部連結
- 邱文勁的Facebook專頁（页面存档备份，存于）